# Ognen Stojanovski
Ognen Stojanovski (in macedone Огнен Стојановски?; Skopje, 25 gennaio 1984) è un ex cestista macedone.
È il fratello maggiore di Damjan e Vojdan Stojanovski, a loro volta cestisti.

## Palmarès
- Campionato macedone: 10

Rabotnički Skopje: 2002-03, 2003-04, 2004-05, 2005-06, 2008-09
Kavadarci: 2009-10, 2010-11
MZT Skopje: 2011-12, 2012-13, 2013-14
- Coppa di Macedonia: 8

Rabotnički Skopje: 2003, 2004, 2005, 2006
Kavadarci: 2010
MZT Skopje: 2012, 2013, 2014
- Lega Balcanica: 1

Kavadarci: 2010-11